# Skövde trivialskola
Skövde trivialskola var en gymnasieförberedande skola i Skövde som verkade från före 1820 till 1863.
År 1822 omtalas skolan som en pedagogi och som en (mindre) lärdomsskola 1837 och som en tvåklassig pedagogi i början av 1860-talet.
Skolan ombildades i anslutning till läroverksreformen 1849 omkring 1867 ombildades till ett lägre elementarläroverk som 1879 ombildades till Skövde högre allmänna läroverk.